# Rödt (Gemeinde Munderfing)
Rödt ist ein Weiler der Gemeinde Munderfing in Oberösterreich (Bezirk Braunau am Inn). Die Ortschaft hat 35 Einwohner (Stand 1. Jänner 2024).

## Geographie
Rödt liegt im Westen der Gemeinde Munderfing bzw. im Südwesten der gleichnamigen Katastralgemeinde. Vom Zentrum der Gemeinde erreicht man die Ortschaft über die nach Südwesten führende Lochener Bezirksstraße. Die Ortschaft besteht aus mehreren landwirtschaftlichen Betrieben mit Zuhäusern sowie wenigen Wohngebäuden. Benachbarte Ortschaften sind Munderfing im Norden, Ach und Achtal im Osten und Hirschlag im Westen. Im Süden liegt ein ausgedientes Waldgebiet.
Für Rödt wurden 2001 insgesamt acht Gebäude gezählt, wobei acht Gebäude über einen Hauptwohnsitz verfügten und zehn Wohnungen bzw. zehn Haushalte bestanden. In der Ortschaft bestanden vier land- und forstwirtschaftliche Betriebsstätten.

## Geschichte und Bevölkerung
Der Ortsname Rödt leitet sich von der Rodung des Waldes ab. Erstmals wird Rödt 1492 als Reuth im Stiftsurbar Mondsee genannt. Der Weiler bestand im 18. Jahrhundert aus vier Bauernhöfen, dem Brandhuber in Rödt 1 (früher Riedergut, Prandhubergut, Gut zu Reith oder Rißengut), dem Heslbauer in Rödt 2 (früher auch Mayrgut), dem Paul in Rödt 3 (früher auch Reidergut, Paullehengut oder Ainreithergut) und dem Weißauer in Rödt 4 (früher auch Gut zu Reith  bzw. Ainreithergut). Von den ursprünglich vier Höfen bestehen heute noch alle mit Ausnahme des Paulgutes. Im Jahr 1869 lebten in Rödt 31 Menschen in acht Häusern. Bis zum Jahr 1910 stieg die Einwohnerzahl leicht, wobei in diesem Jahr 36 Einwohner in acht Häusern gezählt wurden. Alle Einwohner der Ortschaft waren hierbei katholischen Glaubens.